# Volodymyr Mel'nykov
Volodymyr Mykolajovyč Mel'nykov (in russo Имир Ельник (Владимир Николаевич Мельников), in ucraino Володимир Миколайович Мельников; Černivci, 14 settembre 1951) è uno scrittore, poeta e compositore ucraino.

## Biografia

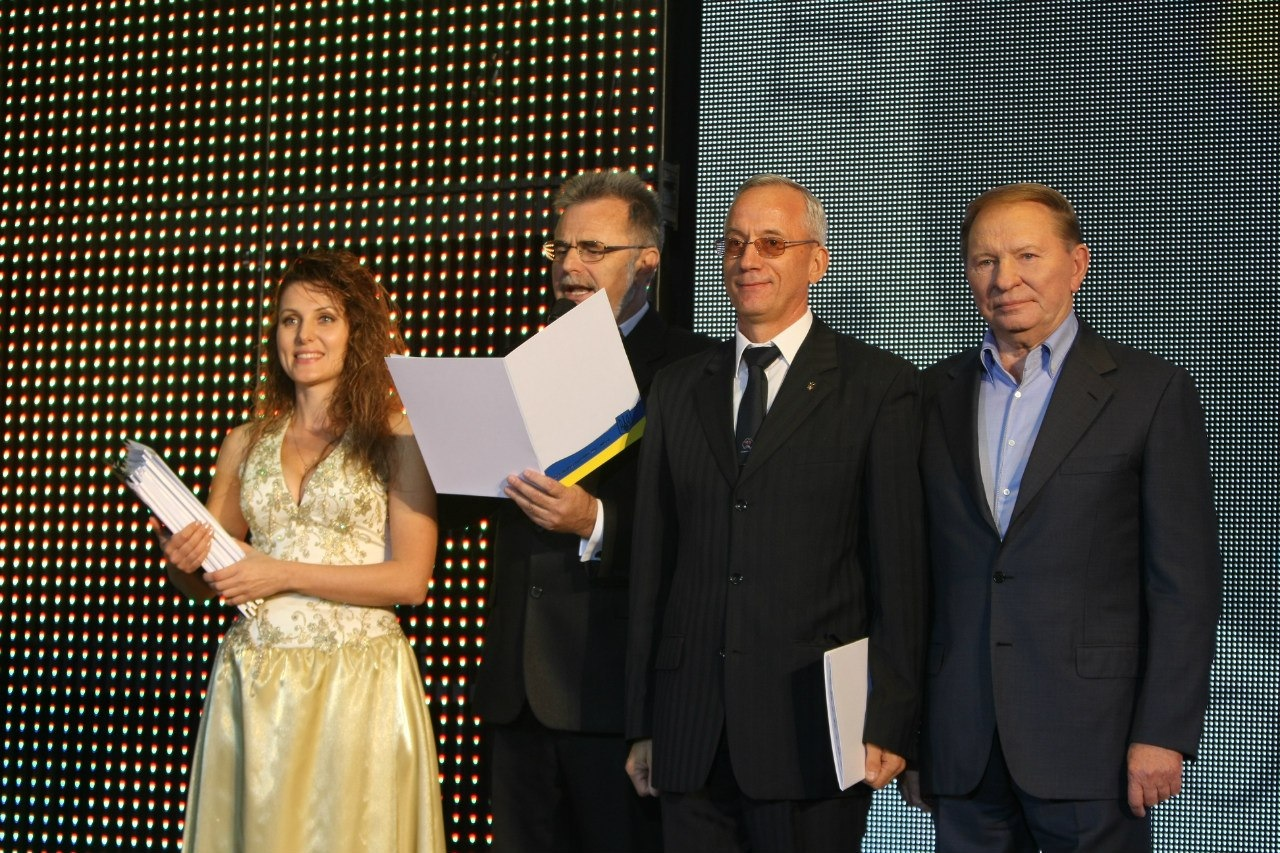
Volodymyr Mel'nykov con Leonid Kučhma e Marian Gadenko al Festival musicale della canzone moderna "Fate", Kiev, 2014.

Mel'nykov è nato nella città di Černivci, il 14 settembre 1951.
Nel 1969 Volodymyr si è diplomato presso la 33 ° scuola secondaria città di Černivci.  Nello stesso anno ha iniziato i suoi studi presso la Scuola Militare di Difesa Aerea di Minsk, che si è laureato nel 1974.. Le prime pubblicazioni del poeta apparvero durante i suoi studi nella città di Minsk.

### Servizio militare in Unione Sovietica
Dal 1974 al 1980 Volodymyr è in servizio militare nella Regione di Mosca della Difesa Aerea e nel Gruppo dell'Esercito del Nord (Polonia). Nel 1978, è diventato il vincitore del secondo premio nel concorso letterario del giornale «La bandiera della vittoria» del gruppo di truppe del Nord (Legnica).
Nel 1980 - 1982 ha studiato all'Accademia militare di difesa aerea delle forze terrestri a Kiev, che termina con una medaglia d'oro. Dal 1982 al 1984 è stato docente presso il Centro di formazione per la difesa aerea del distretto militare del Turkestan (città di Mary, Turkmenistan). Fu lì che nel 1983 vennero ascoltate le prime canzoni dell'autore sulle sue parole e sulla sua musica. 
Nel 1984-1987 ha studiato presso l'Adjunctur dell'Accademia militare di difesa aerea della città di Kiev. Nel 1987 Mel'nikov ha conseguito un diploma scientifico del candidato di scienze tecniche e fino al 1992 è impegnato in attività scientifiche e pedagogiche nelle posizioni di insegnante e insegnante senior della sopracitata Accademia militare. Autore di oltre 100 lavori scientifici e invenzioni. Ha preparato due candidati per le scienze tecniche. Dal 1991 ha una laurea scientifica «professore associato». Il grado militare «colonnello» fu ricevuto anche nel 1991.

### Servizio militare in Ucraina

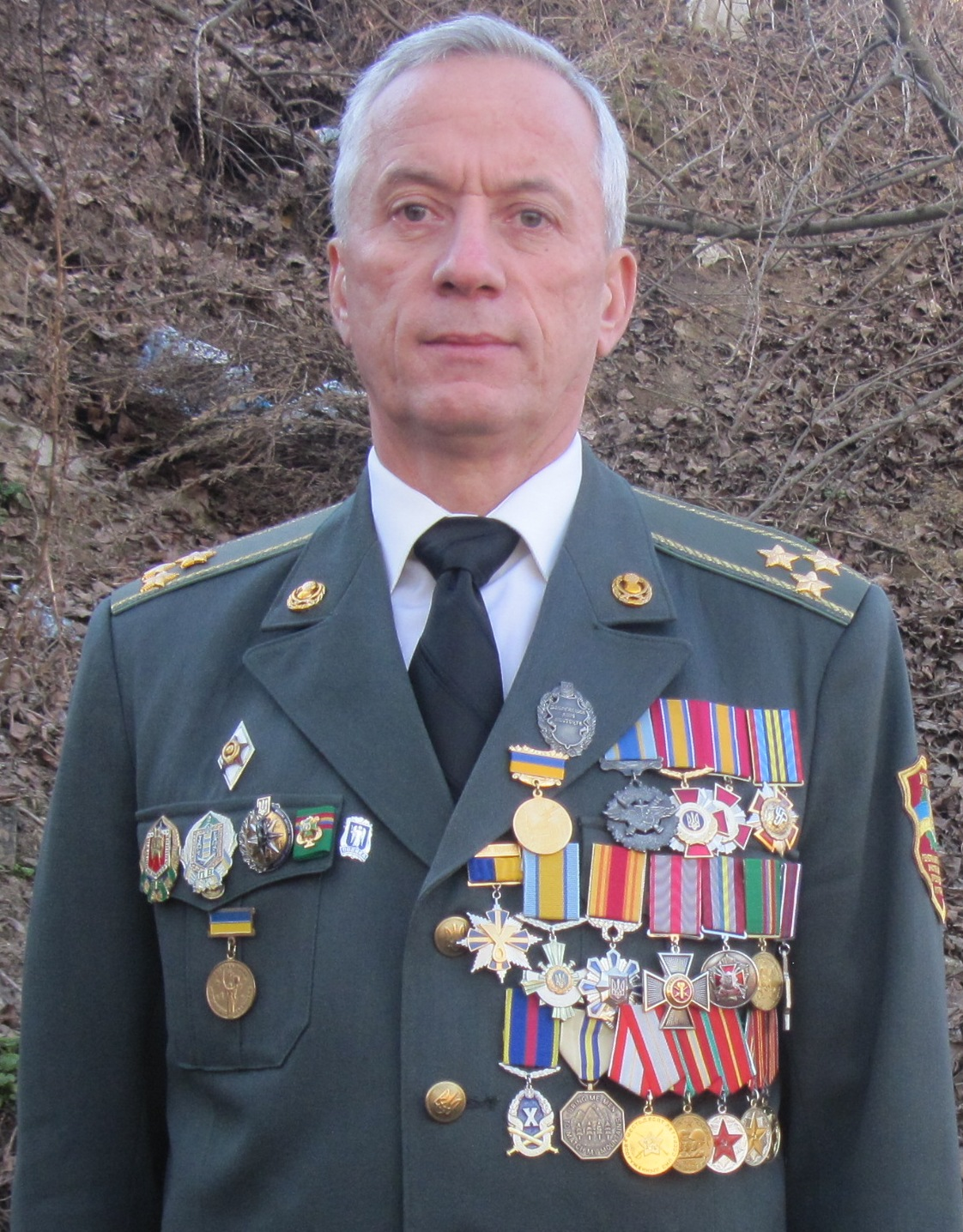
Colonnello Volodymyr Mel'nykov

Dal 1992, il colonnello Volodymyr Mel'nykov ha prestato servizio nello Stato maggiore delle forze armate dell'Ucraina (il Centro di verifica), e dal 1995 al 2001 è stato nell'ispezione generale militare sotto il presidente dell'Ucraina. Alla fine del 2001, si è dimesso dal servizio militare alla riserva.

### Servizio civile
Dal 2001 al 2003 ha prestato servizio nell'Amministrazione del Presidente dell'Ucraina come Vice Capo del Dipartimento, Vice Capo del Dipartimento Principale della Riforma Giudiziaria, Esercito e Forze dell'Ordine. Dal 2003 al 2005 ha prestato servizio nell'amministrazione statale del Presidente dell'Ucraina a capo del Dipartimento per lo sviluppo economico. La terza classe di un dipendente pubblico è stata concessa nel 2003. 
Dal 2005 fino ad oggi - attività pubblica, lavorato nell'apparato dell'Unione nazionale degli scrittori dell'Ucraina (2017).

## Principali opere letterarie
- 2003: «Amici» («Друзям»);[3]
- 2007: «Gli ucraini non sono papuani» («Українці - не папуаси»);[4]
- 2014: «Unlimited Fate» («Безмежна доля»).[5]

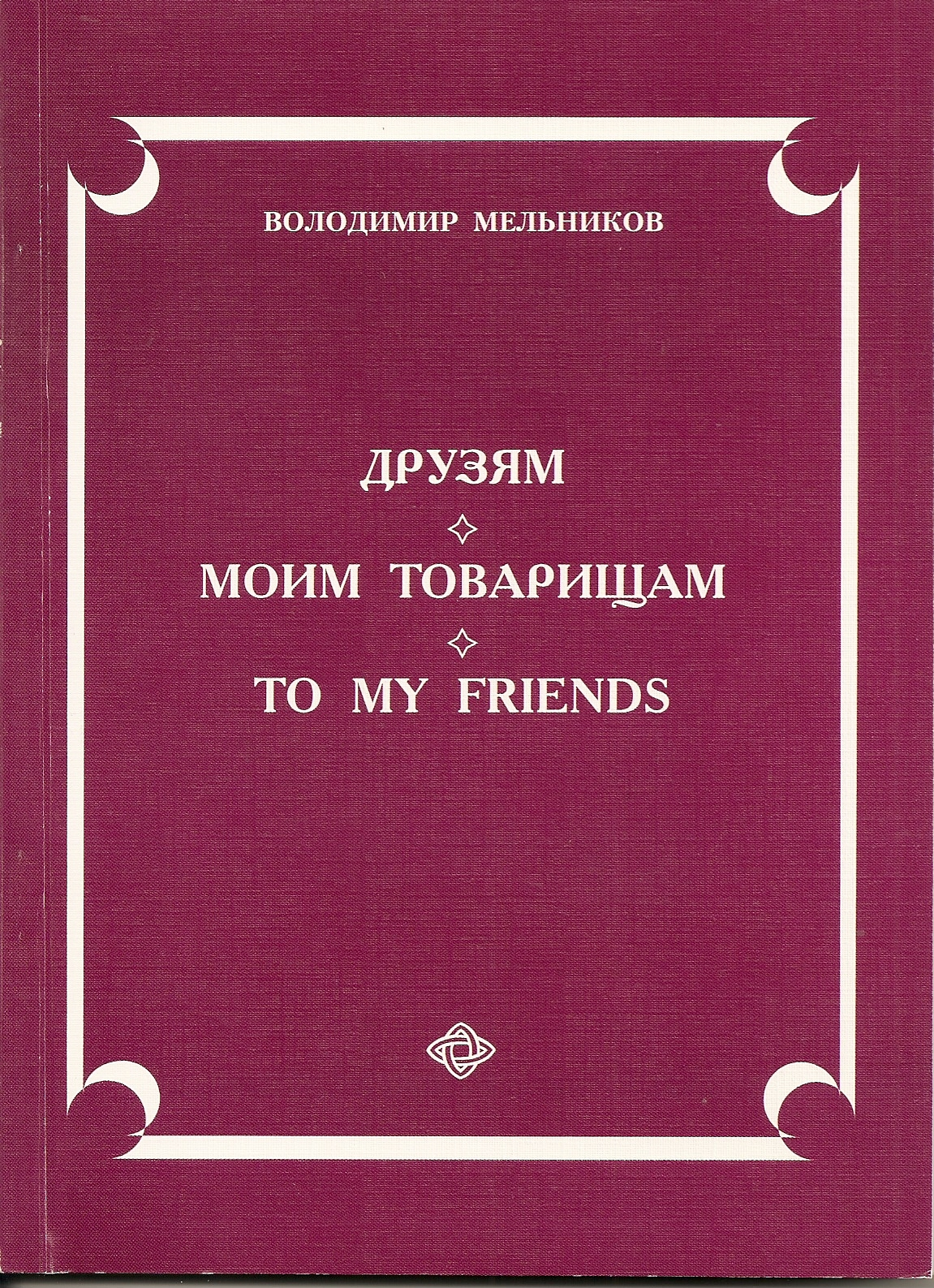
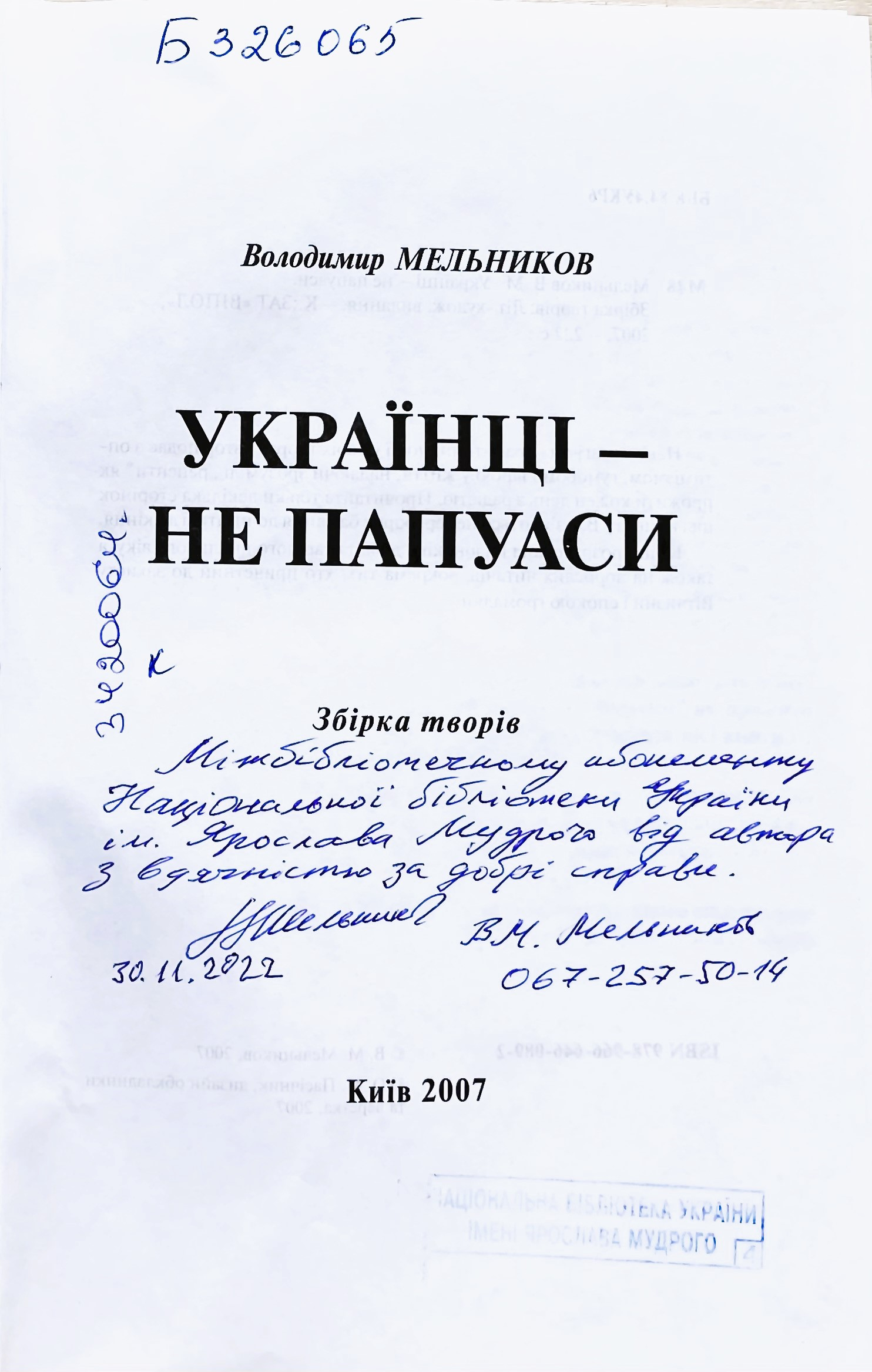
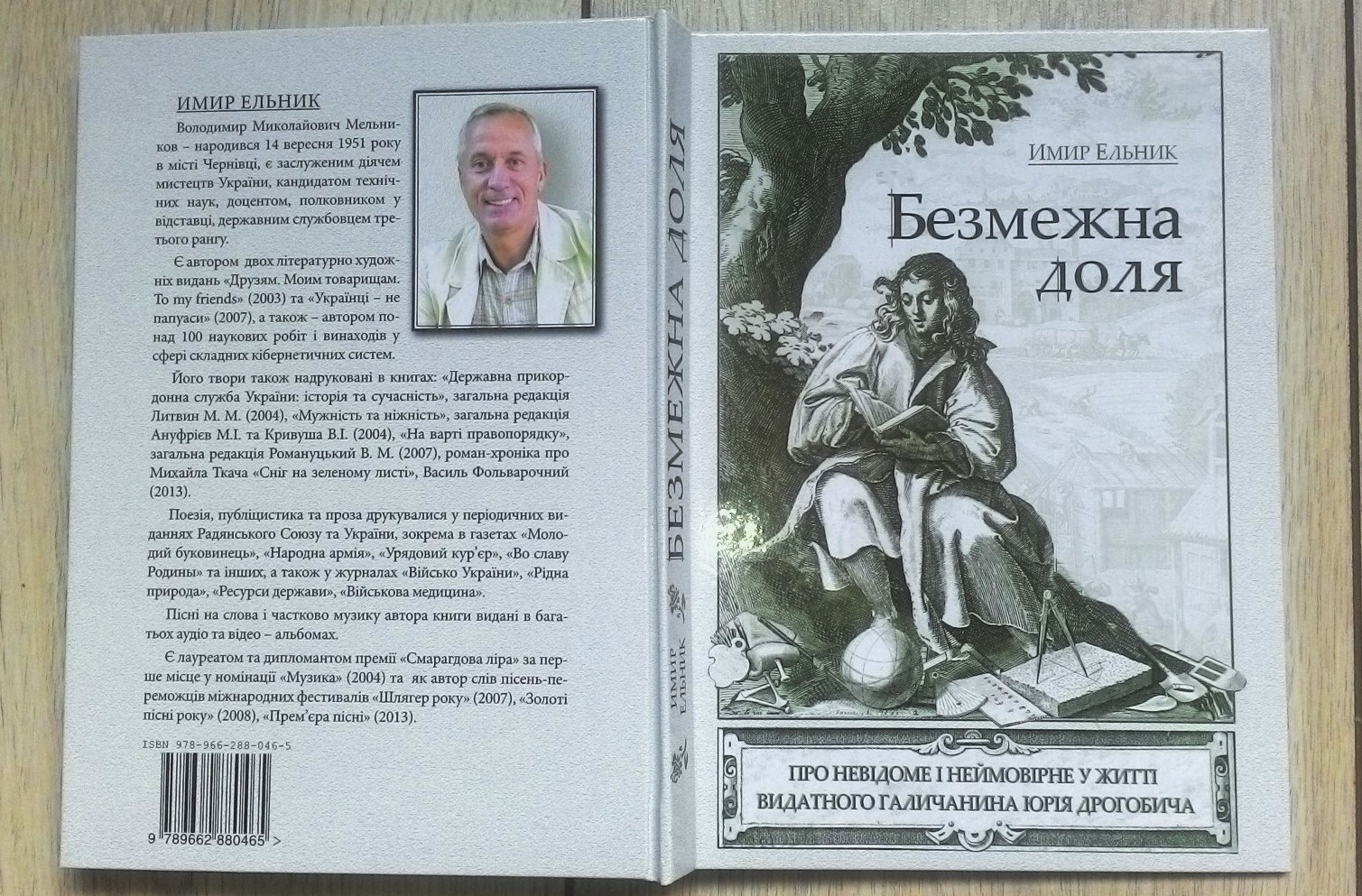

## L'autore della musica per le canzoni[6][7]
- 2001: «Forze di pace» («Миротворці»);
- 2002: «Giuramento al popolo dell'Ucraina» («Клятва Україні»);[8]
- 2002: «La ballata del sergente» («Балада про сержанта»);[9]
- 2002: «Alfa» («Альфа»);[10]
- 2003: «Spies» («Розвідники»);
- 2004: «Giorno della Vittoria» («День Перемоги»).[11]

## Poesie scritte per canzoni
- 2003: «Giorno dell'Indipendenza» («День Незалежності»);[12]
- 2004: «Buona fortuna» («Хай щастить»);[13]
- 2009: «Ufficiali, signori» («Офіцери, панове»);[14]
- 2013: «Sono innamorato dell'Ucraina» («В Україну закоханий я»);[15]
- 2017: «Dove siamo io e te» («Там, де ти і я»);[16]
- 2018: «Il mio mirtillo si sente» ("Мій журавлик відчуває").[17]